# Hans Saenger
Hans Saenger, aussi nommé Hans Sänger, né le 30 novembre 1884 à Leipzig et mort le 18 mars 1943, est un professeur de gynécologie-obstétrique allemand.
Issu d'une famille juive, il fut démis par la Loi allemande sur la restauration de la fonction publique du 7 avril 1933 de ses fonctions de l'Université de Munich et s'est exilé en Norvège en 1934.

## Famille
Sa mère, Helga, était norvégienne (née Vaagaard) et issue d'une famille d'agriculteurs de Ringerike. Son père Max Sänger fût l'un des gynécologues les plus renommé d'Allemagne à la fin du XIXe siècle, son nom est notamment associé à une amélioration de la technique de la césarienne. Helga et Max Sänger dirigeaient à Leipzig une maison hospitalière pour Norvégiens, qui fût fréquentée entre autres par le couple de musiciens Edvard et Nina Grieg, ainsi que le mathématicien Sophus Lie.
Il a appris à parler norvégien dans son enfance durant laquelle il s'est rendu régulièrement au domaine familial situé à Åsgårdstrand.

## Carrière universitaire
Hans Saenger a commencé à étudier la médecine à Prague en 1904, puis s'est inscrit à l'Université Kristiania d'Oslo en 1908. Il a obtenu son examen médical officiel à l'Université de Munich en 1910.
Il choisit ensuite la gynécologie et l'obstétrique, le domaine d'expertise de son père. Il fut admis à la Clinique universitaire gynécologique de Munich, la plus grande d'Allemagne à l'époque, dirigée par le professeur Albert Döderlein.
Pendant la Première Guerre mondiale, il a servi comme chirurgien sur le front occidental. Après, il est revenu à Munich où il reste jusqu'en 1933.
En 1929, il a postulé pour le poste de professeur vacant en obstétrique et maladies féminines à l'Université d'Oslo, mais sa candidature a été refusée.

## Exil en Norvège
Dans les années 1930, la politique norvégienne en matière d'accueil de réfugiés et de l'octroi de permis de séjour aux réfugiés juifs d'Allemagne était très restrictives.
En 1934, Hans Saenger a quitté Munich avec sa famille. Ils furent conduit à Hambourg par son ami proche Jakob Werlin (en), dirigeant de l'entreprise automobile Benz & Cie et conseiller d'Hitler sur les questions automobiles, qui les conduisit à Hambourg « pour qu'ils évitent les désagréments ». Par la suite, il leur rendit visite à Fredrikstad à trois reprises.
Hans Saenger n'a jamais pu intégrer le milieu universitaire norvégien, il a exercé dans un cabinet de gynécologie privé situé à Fredrikstad jusqu'à la fin de sa vie.
En 1941, son nom a figuré dans la 4e édition de l'ouvrage antisémite norvégien Hvem er hvem i Jødeverden* (*Qui est Qui dans le monde Juif).
En novembre 1942, la loi norvégienne sur l'obligation d'enregistrement pour les juifs a été adoptée, qui obligeait tous les juifs - entiers, demi, quart, norvégiens ainsi qu'étrangers ou apatrides - à s'inscrire au registre de la population. La loi autorisait une dispense de l'obligation de déclaration, et Hans Saenger en fit la demande en décembre 1942.

## Publications scientifiques
En tant que scientifique, Hans Saenger a soutenu en 1922 sa thèse sur le développement des hémorragies intracrâniennes chez le nouveau-né, basée sur les résultats d'une série d'autopsies pratiquées sur cent nouveau-nés. En 1924, il a publié le résultat de ses travaux dans trois revues scientifiques allemandes.
- 1923 : (de) Hans Saenger, « Über die Entstehung der intrakraniellen Blutungen beim Neugeborenen. », Archiv für Gynakologie,‎ 1923
- 1924 : (de) Hans Saenger, « Intrakranielle Blutungen bei Neugeborenen. », Ber. Gynak. Geburtsh.,‎ 1924
- 1924 : (de) Hans Saenger, « Über die Entstehung intrakranieller Blutungen beim Neugeborenen. », Monatsschr Geburtshilfe Gynäkol,‎ 1924 (DOI 10.1159/000298630)

Hans Saenger a également publié sur la syphilis ainsi que la chirurgie du prolapsus.
- 1917 : (de) Hans Saenger, « Serologische Untersuchungen über die Erkennung und Häufigkeit der Syphilis bei Gebärenden. », Monatsschr Geburtshilfe Gynäkol,‎ 1917 (DOI 10.1159/000295401)
- 1921 : (de) Hans Saenger, « Über das Problem der Hebung der Portio vaginalis bei der Prolapsoperation. », Monatsschr Geburtshilfe Gynäkol,‎ 1921 (DOI 10.1159/000297618)